# Now We Run
Now We Run é uma canção de rock instrumental do guitarrista virtuoso estadunidense Steve Vai.
Steve Vai a compôs e gravou especialmente para fazer parte da trilha-sonora do filme PCU, de 1994. Por conta disso, na discografia do guitarrista, ela está presente no álbum The Elusive Light and Sound, Vol. 1, que contem músicas que o Vai já tinha gravado para trilha-sonoras de filmes, mas que não estavam presentes em sua discografia.
Em 2009, Steve a gravou em seu álbum ao vivo Where the Wild Things Are. No ano seguinte, essa versão foi indicada ao Grammy Awards na categoria Best Rock Instrumental Performance.

## Prêmios e Indicações
| Ano  | Música       | Indicação                          | Resultado | Observação                                        | Ref.  |
| ---- | ------------ | ---------------------------------- | --------- | ------------------------------------------------- | ----- |
| 2010 | "Now We Run" | Best Rock Instrumental Performance | Indicado  | Versão ao vivo do álbum Where The Wild Things Are | [ 4 ] |